# 東京モノレール
東京モノレール株式会社（とうきょうモノレール、英: Tokyo Monorail Co., Ltd.）は、東京都内で東京国際空港（羽田空港）へのアクセス路線であるモノレールの「東京モノレール羽田空港線」を経営する鉄道会社である。東日本旅客鉄道（JR東日本）の経営傘下にあり、JR東日本グループの一員。

## 概要
東京モノレール株式会社は1964年（昭和39年）9月17日に開業した東京モノレール羽田空港線の運営のほか、駐車場事業などもおこなっている。
以前は日立グループの会社であったが、2002年（平成14年）にそれまで日立物流が保有していた株式の70%がJR東日本に、30%が日立製作所に譲渡され、それ以降はJR東日本が同社の親会社となっている。2019年3月31日現在の株式所有率は、JR東日本が79%、日立製作所が12%、ANAホールディングスが9%となっている）。
東京モノレール羽田空港線全線でSuicaおよびPASMOなどSuicaと相互利用可能なICカードが使用できる。Suica発行事業者であり、導入当初の2002年から2025年までは「モノレールSuica」という独自デザインのSuicaを発行していたが、2025年3月15日からはJR東日本のSuica（通常デザイン）を発売することとなった。

## ロゴマーク
2018年7月から使われているロゴマークは、緑色の丸に、モノレールの頭文字の「M」の形をイメージした水色の2つの三角形のデザインである。
2018年7月以前のロゴマークは、青い文字で、モノレールの頭文字の「M」の形をイメージしたものであった。

2018年7月まで使用された東京モノレールのシンボルマーク

## 沿革
- 1959年（昭和34年）8月7日 - 大和観光株式会社設立[8]。
- 1960年（昭和35年）
  - 6月10日 - 日本高架電鉄株式会社に商号変更[8]。
  - 12月 - 当時帝国ホテル社長だった犬丸徹三が社長に就任[8]（1965年8月に退任[9]）。
- 1963年（昭和38年）5月1日 - 浜松町 - 羽田間の工事着工[10]。
- 1964年（昭和39年）
  - 5月28日 - （初代）東京モノレール株式会社に商号変更[10]。
  - 9月17日 - モノレール浜松町駅 - （旧）羽田駅間開業[10]。
- 1965年（昭和40年）12月 - 名古屋鉄道が東京モノレールの経営から撤退する（同社から89名の社員が出向していたが1965年度末を以て打ち切り[9]）。
- 1967年（昭和42年）11月1日 - （初代）日立運輸株式会社、（初代）東京モノレール株式会社、西部日立運輸株式会社の3社が合併（存続会社は東京モノレール株式会社）し、日立運輸東京モノレール株式会社に商号変更[11]。日立製作所が株式の81%を取得し、同社の子会社となる[11]。
- 1981年（昭和56年）
  - 4月13日 - 子会社として（2代目）東京モノレール株式会社設立[12]。
  - 5月1日 - （2代目）東京モノレール株式会社にモノレール事業を譲渡し、物流部門は（2代目）日立運輸株式会社（→ロジスティード→Lマネジメント、2025年法人格消滅）に商号変更[12]。
- 1993年（平成5年）9月27日 - 整備場駅 - 羽田空港駅間開業[13]。整備場駅 - （旧）羽田駅廃止。
- 2002年（平成14年）
  - 2月22日 - 日立物流が株式をJR東日本に70%、日立製作所に30%譲渡[5]。JR東日本が筆頭株主になり、JR東日本傘下入り[5]。
  - 4月21日 - Suica導入[14]。
  - 8月20日 - 各駅にホームドアを設置して使用開始[14]。
  - 9月28日 - ワンマン運転を開始[14]。
  - 12月17日 - 日立製作所が日本航空に9%、全日本空輸に9%株式を一部譲渡、日立製作所の株式所有率は12%に[14]。
- 2004年（平成16年）12月1日 - 羽田空港駅 - 羽田空港第2ビル駅間開業[15]。羽田空港駅は羽田空港第1ビル駅へと改称[15]。
- 2007年（平成19年）3月18日 - 3月10日に完成した昭和島駅待避線で追い抜きを行うダイヤ改正を実施し[15]、『空港快速』と『区間快速』の運行を開始[15]。
- 2010年（平成22年）10月21日 - 羽田空港国際線ビル駅開業[16]。
- 2014年（平成26年）8月19日 - 国土交通省交通政策審議会の小委員会で、東京駅までの路線延伸計画を説明[17]。
- 2018年（平成30年）7月 - 新シンボルマーク使用開始[18]。

## 路線
- 東京モノレール羽田空港線：モノレール浜松町駅 - 羽田空港第2ターミナル駅間 (17.8 km)

都心と東京国際空港（羽田空港）を結ぶ公共交通機関として、1964年（昭和39年）9月17日（10月10日の東京オリンピック開会23日前）に開業した。当時はモノレール浜松町 - 羽田間の途中駅はなく、15分で終点に到着した。
京浜急行電鉄の空港線や京浜急行バス、東京空港交通の乗合バス（リムジンバス）などと競合関係にある。

## 車両
東京モノレールはかつて日立グループの一員だったという歴史的経緯から、すべての車両はJR東日本グループ入りした後も主要株主となっている日立製作所製である。

### 現有車両

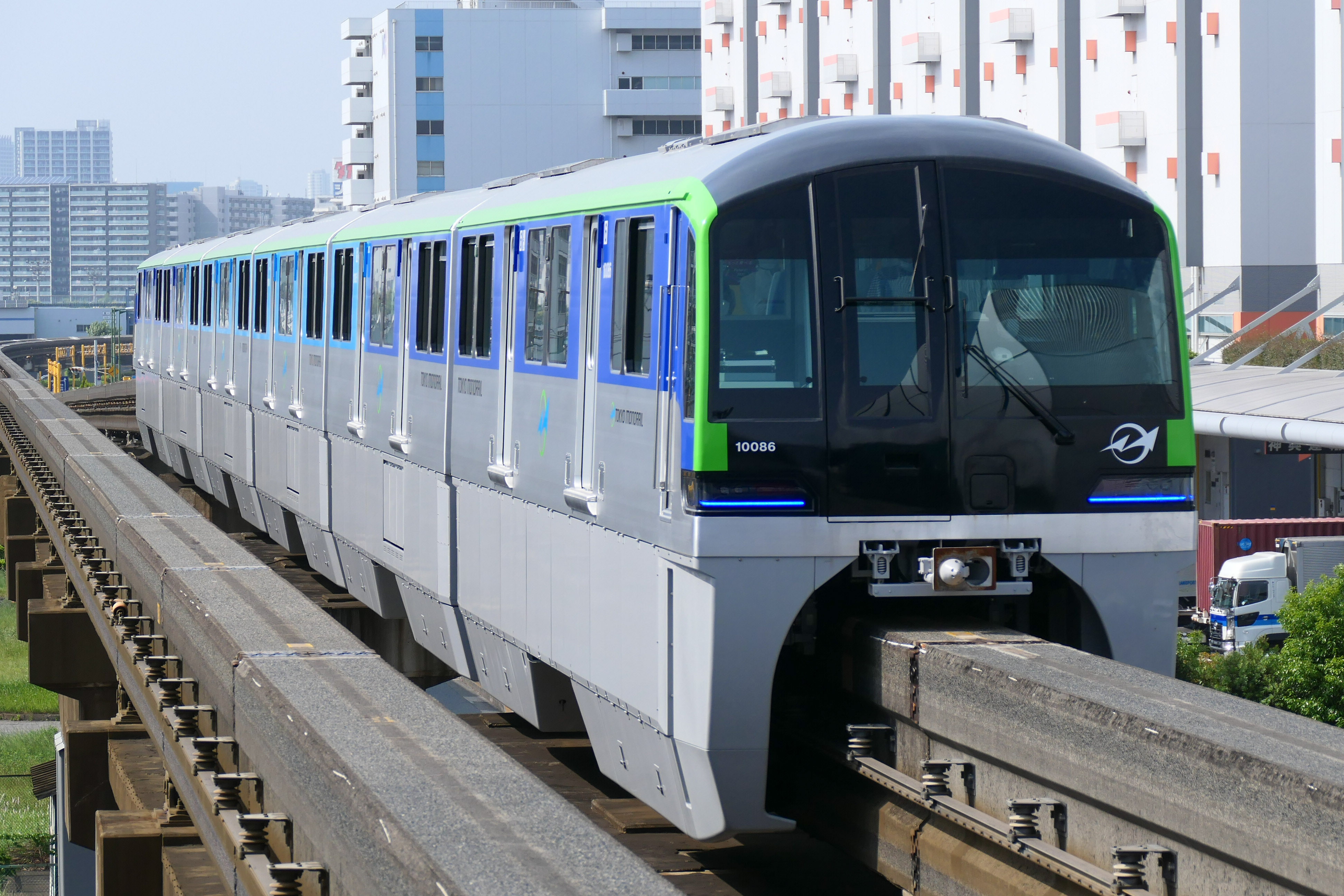
10000形
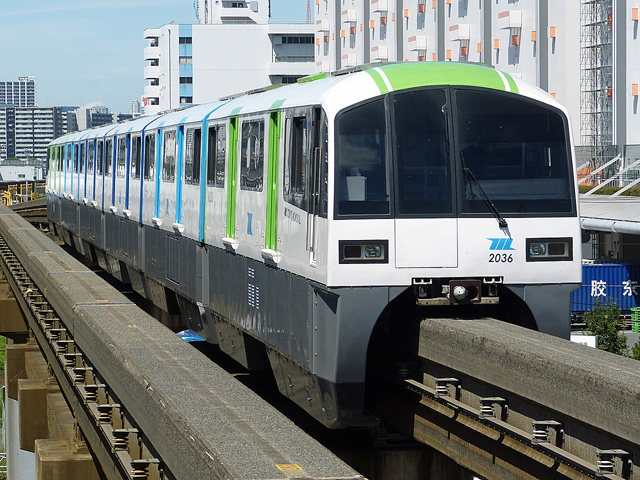
2000形
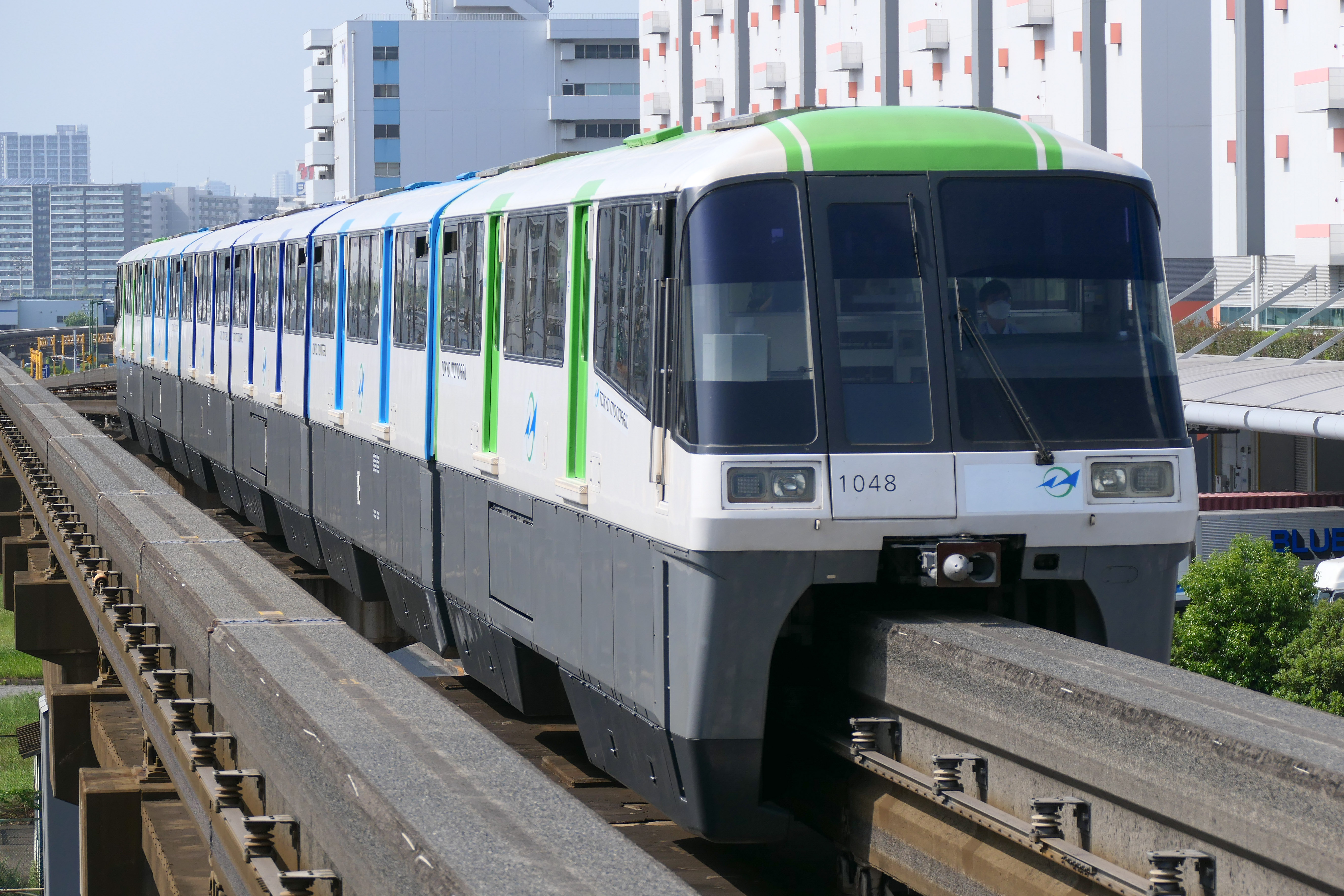
1000形

- 10000形
- 2000形
- 1000形

### 過去の車両
- 100形
- 200形
- 300形
- 350形
- 500形
- 600形
- 700形
- 800形

## 運賃
大人普通旅客運賃（小児半額・ICカードの場合は1円未満切り捨て、切符購入の場合は10円未満切り上げ）。2024年3月16日改定。
| キロ程          | 運賃（円） | 運賃（円） |
| キロ程          | ICカード   | 切符購入   |
| --------------- | ---------- | ---------- |
| 初乗り0.1 - 1.5 | 177        | 180        |
| 1.6 - 4.5       | 229        | 230        |
| 4.6 - 7.5       | 317        | 320        |
| 7.6 - 10.5      | 388        | 390        |
| 10.6 - 13.5     | 458        | 460        |
| 13.6 - 17.8     | 519        | 520        |

1964年（昭和39年）開業時における「モノレール浜松町 - 羽田」間13.1 kmの大人片道運賃は250円で、所要時間は約15分だった。この運賃は当時の日本国有鉄道（国鉄）の11 - 14 kmの区間の大人2等運賃（40円）と比較しても6倍以上も高く、初乗り運賃（10円）の25倍もする高額さであった。参考までに浜松町駅から当時の国鉄2等運賃250円で行ける駅は90キロ圏で、同駅からモノレールと同じ方向に延びる国鉄線では東海道本線の根府川駅（87.4 km）までだった。
これほど運賃が高額になった理由は、建設にあたり国から一切の融資を受けられなかったことによる。通常、このような鉄道建設を民間が行う場合は国から長期低金利の政府資金融資が受けられることが多いが、東京モノレールは国からそのような融資を受けることができなかったので、建設費用のすべてを民間の金融機関から借り入れることとなった。そのため、高度経済成長当時の民間金融機関は金利がきわめて高く、しかも政府融資がない（言うなれば100%自己資金で建設した）などの事情を考慮した運輸省（現・国土交通省）は東京モノレール側から申請された「運賃・大人250円」の案を認めざるを得なくなり、このようなきわめて高額な運賃が採用された 。その一方、銀座から羽田空港まで100円で直通バスが運行されていた。以上のことから、モノレールの割高運賃が敬遠され、乗客数は期待を下回るものであった。数年後に150円に値下げされ、道路交通の混雑もあって競争力をつけ、乗客数は増えていった。

### 企画乗車券
いずれも小児半額。
モノレール&山手線内割引きっぷ
羽田空港各駅から浜松町乗り換えでJR東京山手線内の各駅まで540円で利用できる。発売日当日限り有効。発売期間および利用日は、土休日やゴールデンウィーク・夏休み・年末年始などに限定されている。
東京モノレール沿線お散歩1dayパス
1,100円。東京モノレール線1日乗車券。利用期間は土休日・正月三が日に限定されている。

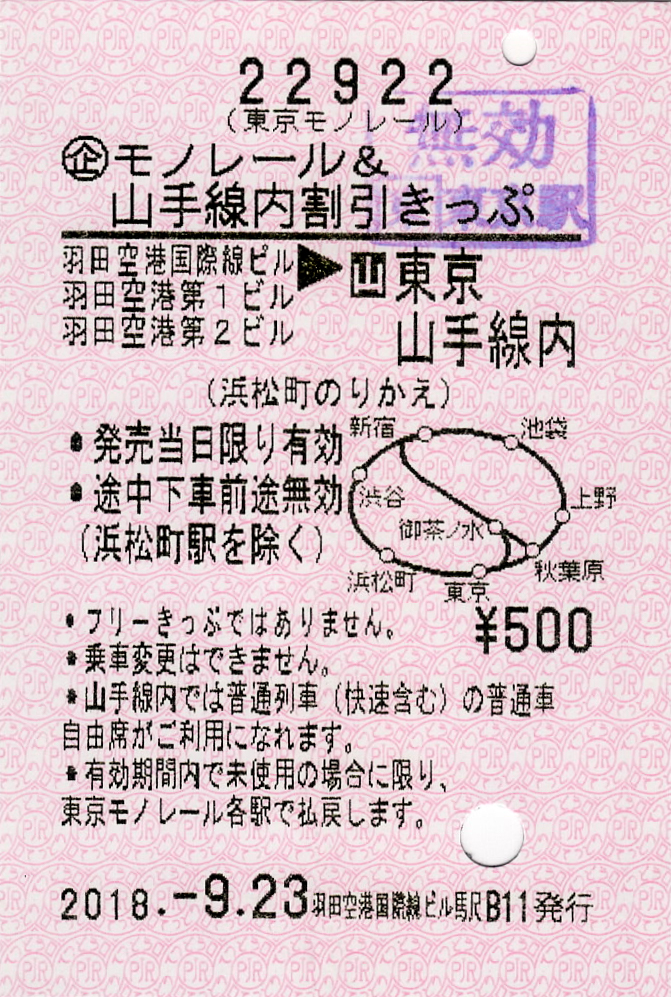
モノレール&山手線内割引きっぷ
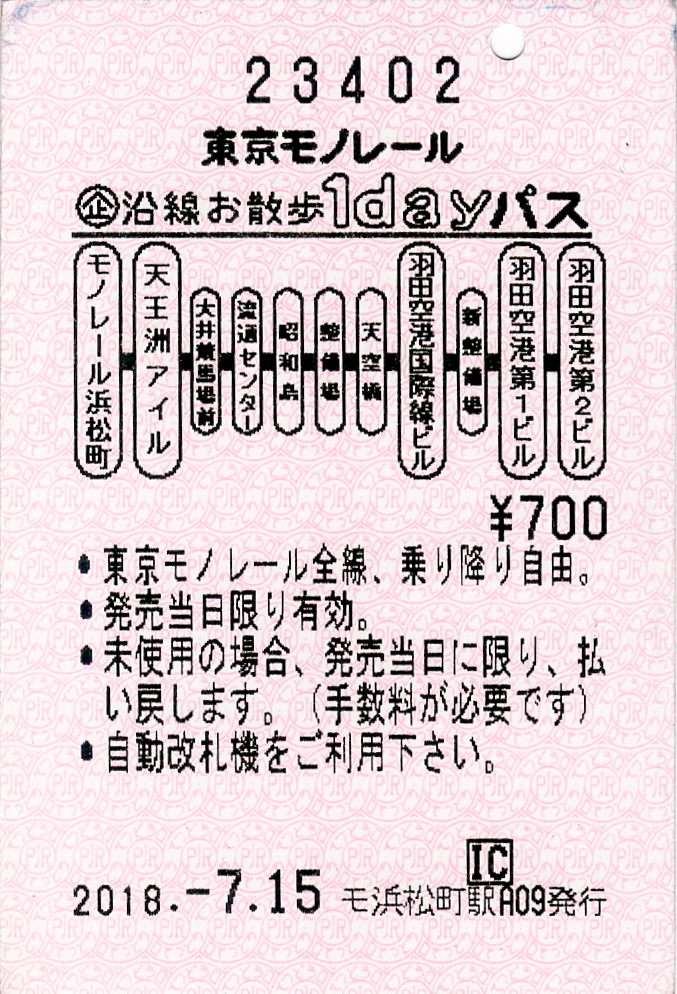
東京モノレール沿線お散歩1dayパス

## マスコットキャラクター
MONOKO
2008年に使用停止。
モノルン
青い鳥の男の子。2012年7月から9月にかけて名称を公募し、10月10日に「モノルン」と発表された。

## CMキャラクター
HKT48
2014年3月から、指原莉乃はじめメンバー7名がCMキャラクターを務める。同月7日から「HKT48モノレール派宣言!」と題する特設ウェブサイトを開設しているほか、モノレール浜松町駅、羽田空港第1ビル駅、羽田空港第2ビル駅の各駅に東京モノレール社員の制服姿のメンバーの等身大パネルを設置している。同年4月15日から5月31日までの間に、一部の列車において指原による沿線案内放送を実施したほか、同年7月18日には、4名が羽田空港第2ビル駅の一日駅長に就任、同駅にて、同日より営業運行を開始した10000形電車の出発式に参加した。

## 日本高架電鉄時代の路線構想
日本高架電鉄時代（1960 - 1964年）には、会社案内のパンフレットやマスコミ取材への回答、運輸省への鉄道敷設免許申請などにより、羽田空港線以外にも次の路線構想があることを明かしていた。
- 横浜線：羽田空港 - 横浜[26]。17.4km[27]。1962年9月に敷設免許申請[28]。1968年に申請取り下げ[29]。
- 熱海線：横浜 - 茅ヶ崎 - 小田原 - 熱海。1960年の時点では元箱根を終点とする「箱根線」であった[26]。1961年に終点を熱海に変更[30]。詳しい経路は横浜まで開通させてから検討するとしていた[31]。
- 晴海埠頭線：新橋 - 晴海埠頭[30][32]。後述の「千葉線」の先行区間。1960年の時点では晴海埠頭を経由する構想でなかったが[26]、1964年東京オリンピックに合わせて晴海船客待合所（晴海客船ターミナルの前身）の建設が決定したため、1961年に晴海埠頭経由に変更された。
- 千葉線：晴海埠頭 - 千葉 - 五井工業都市。市原市五井地区が暫定的な終点だったが[26]、最終的には新国際空港（のちの成田空港。当時はまだ建設場所が決定していなかった）まで建設する構想であった[32]。
- 蒲田線：羽田空港 - 蒲田。4.1km[27]。1961年5月頃に蒲田の組合が日本高架電鉄に建設を要望したもの[33][34]。1962年3月に敷設免許申請[28]。1968年に申請取り下げ[35]。

## その他
- 営業運転開始前日の1964年（昭和39年）9月16日にモノレール浜松町駅にて開業記念式典が開催され、関係者約300名とマスコミ多数を集め河野一郎オリンピック担当大臣、松浦周太郎運輸大臣、犬丸徹三社長らがテープカットをおこなった。開通当初は始発・朝6時20分から終電・夜10時50分まで、上りと下りを合わせて合計206本が約7分間隔で運行され、モノレール浜松町 - 羽田間13.1 kmを最高速度100 km/h・ノンストップで走った[36]。
- 日立運輸東京モノレール時代には、日立グループの一員として、「日立の樹」CMにもロールで流れていた（第1代:1973年 - 第5代:1984年、第7代：1989年 - 2001年頃）[37]。
- 運転士の養成（動力車操縦者免許取得）は、研修所を持つJR東日本に委託している[38]。ただし、学科講習のみであり、技能講習は東京モノレールで行っている[38]。
  - なお、開業当初は名古屋鉄道に養成を委託[38]していたほか、1990年（平成2年）頃では小田急電鉄、相模鉄道、京王帝都電鉄に委託していた[38]。
- フランスのタイヤメーカーであるミシュランは東京モノレールの車両向けゴムタイヤを納入したことがきっかけで日本に本格進出を果たした。
- 開業前、軌道に詳しい技術者である高橋憲雄は国鉄の研究所から依頼を受け、横浜市磯子区にある自身の土地に実験棟とレールを設置し、ゴムタイヤの摩擦軽減や騒音解消に関する研究を行なっていた。2016年現在、実験棟は骨組を活用する形でログハウスに改修され、コンクリート製枕木も敷地の塀として再利用されているほか、当時のタイヤや鉄製の部品も良好な状態で敷地内に残っている[39]。
- 日本高架電鉄時代の本社所在地は、東京都千代田区平河町1-2であった[40]。当時は中政連ビルが建っており、中政連（日本中小企業政治連盟）の総裁、鮎川義介は日本高架電鉄の相談役だった。

## ギャラリー

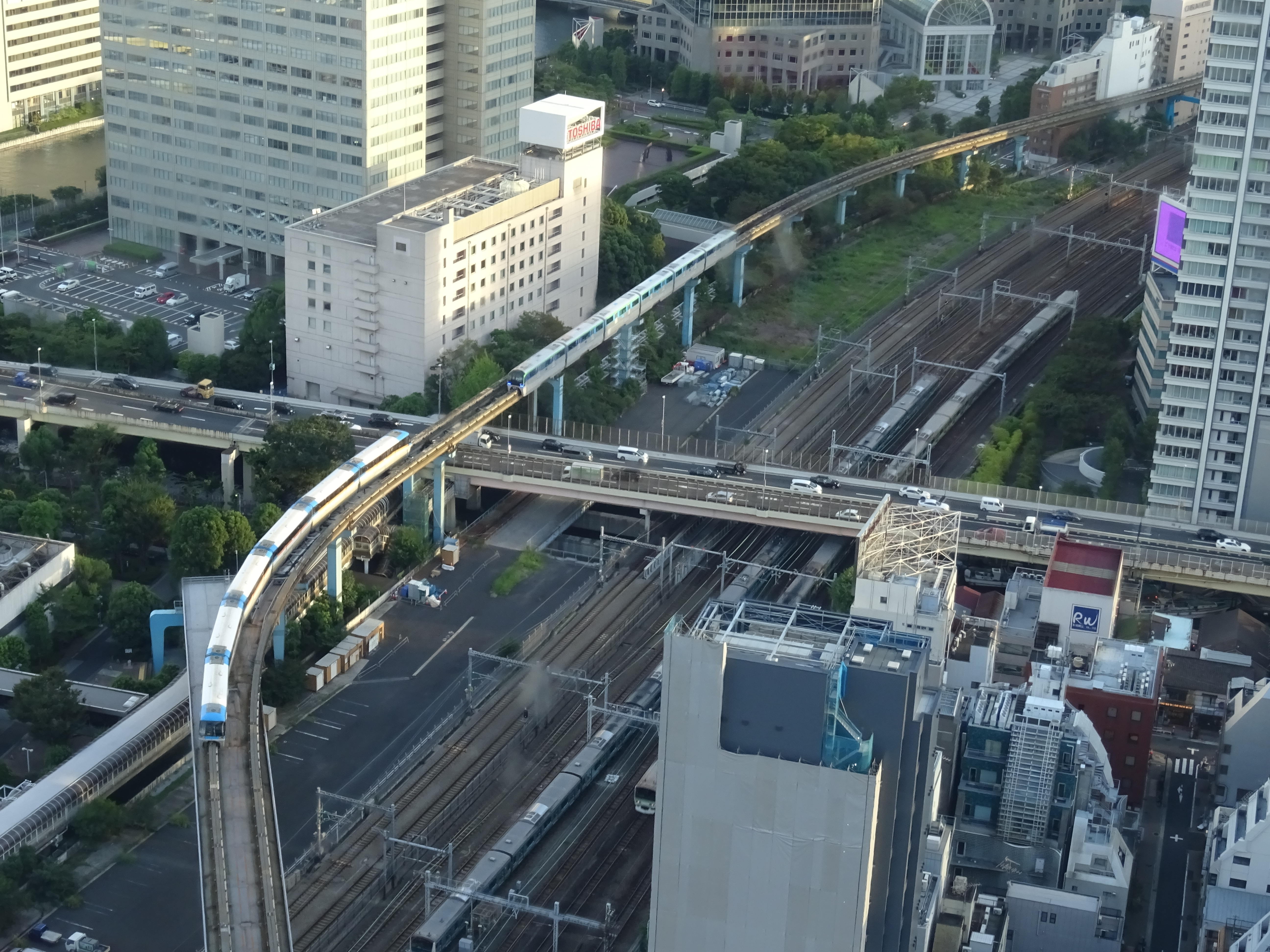
浜松町駅付近ではJR線の東側を並走する。
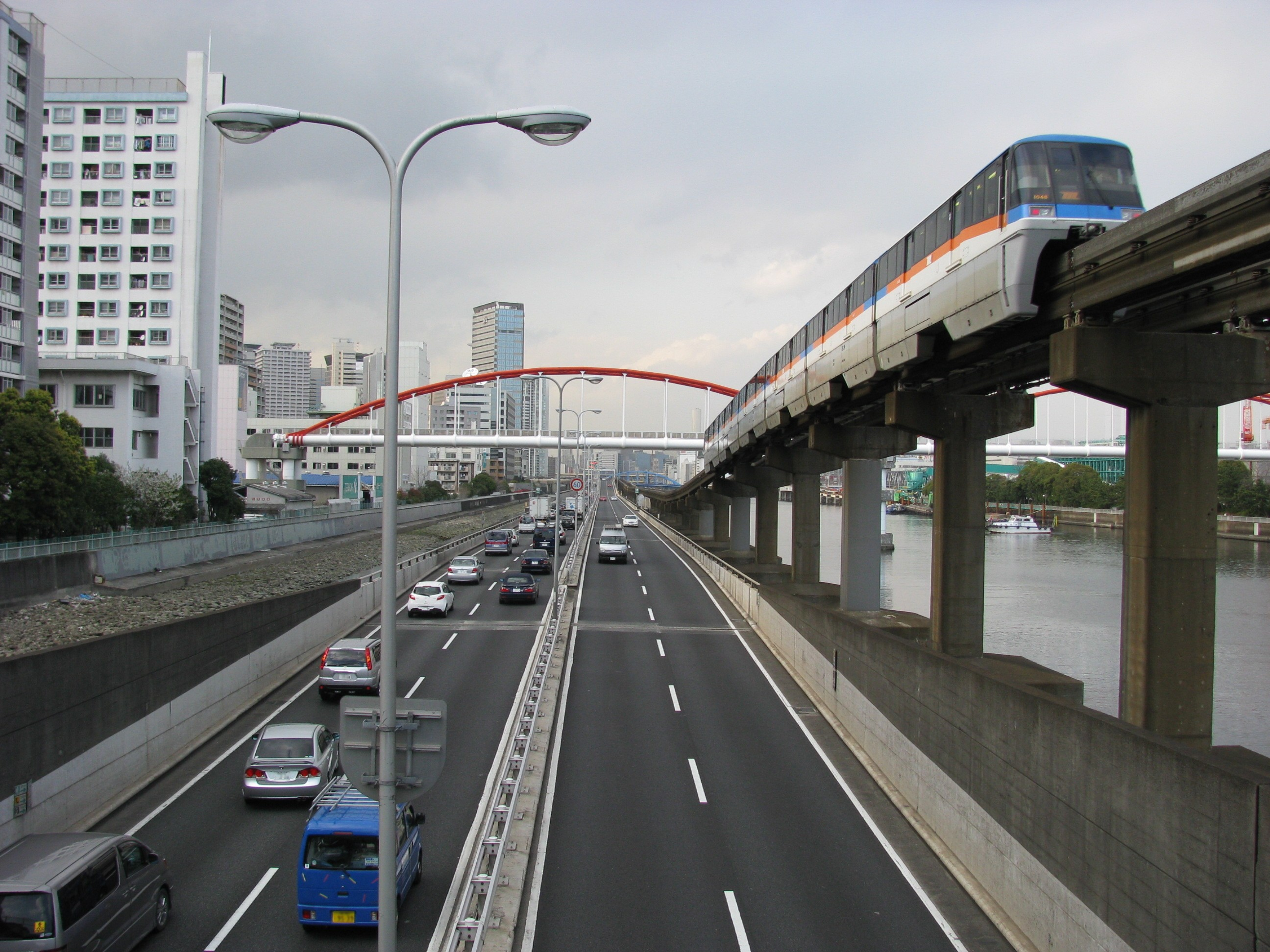
天王洲アイル駅付近では首都高速1号線と並走する。
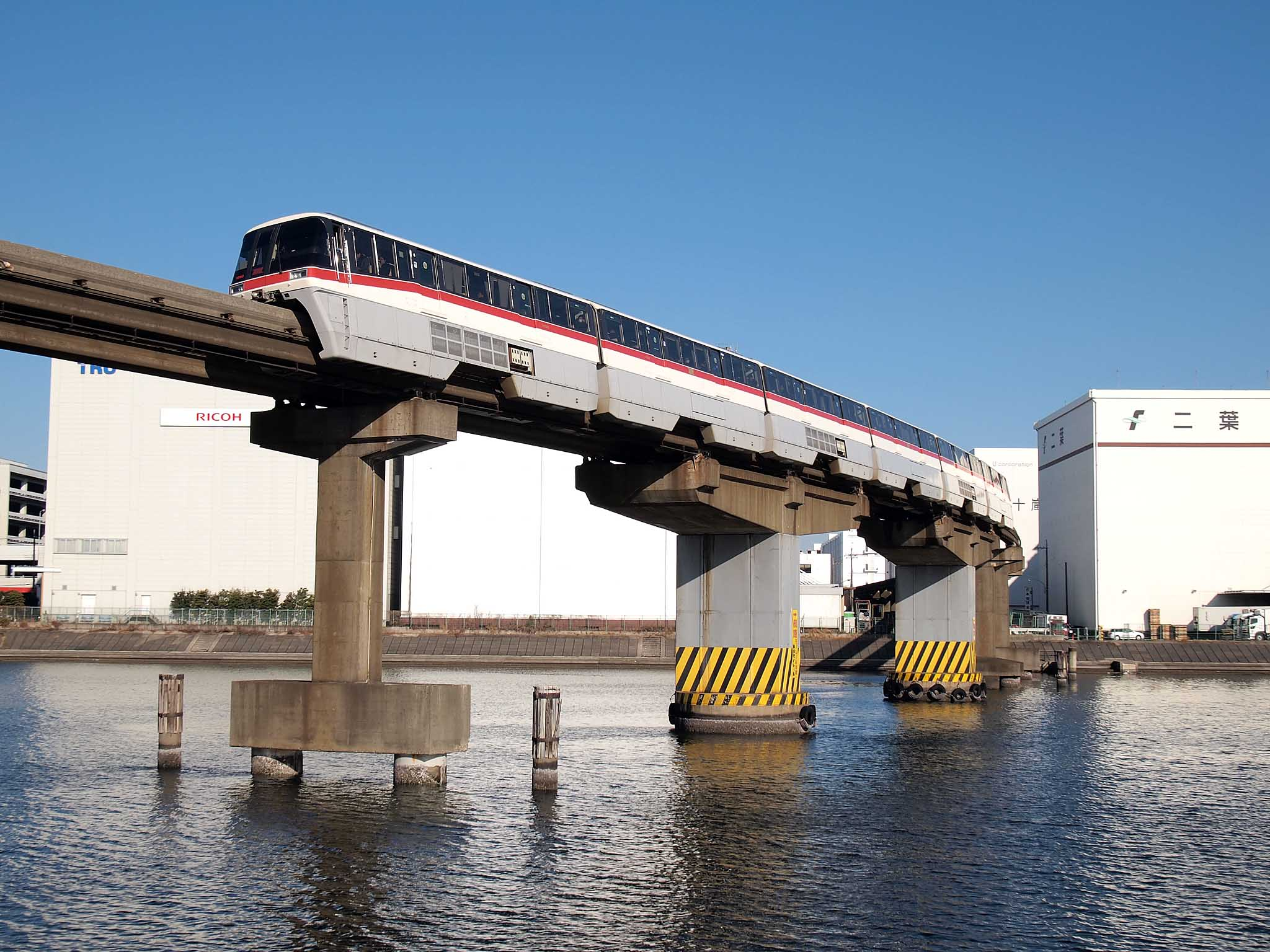
昭和島駅付近など、路線の立地上、運河の上を走行する区間も点在する。
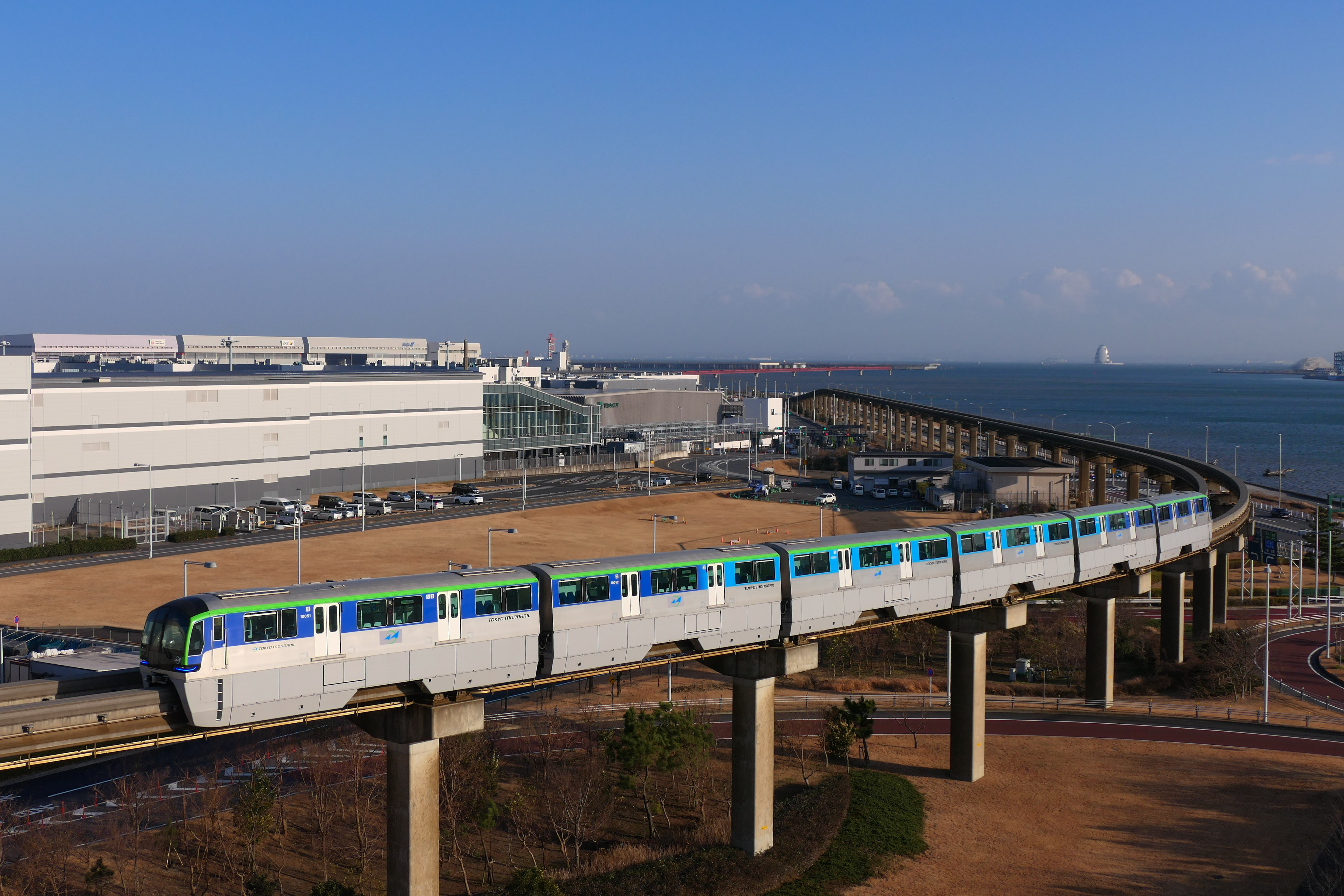
羽田空港付近では各ターミナル間を、空港の外側から回り込むように走る。